# Tabela orientacji seksualnej Kleina
Tabela orientacji seksualnej Kleina, tabela Kleina (ang. Klein Sexual Orientation Grid, KSOG) – zaprezentowana przez amerykańskiego psychiatrę i seksuologa Fritza Kleina tabela pozwalająca określić orientację seksualną. Tabela, przedstawiona przez Kleina w wydanej po raz pierwszy w 1978 roku książce The Bisexual Option, stanowi rozwinięcie skali Kinseya. W przeciwieństwie do Alfreda Kinseya Klein rozpatruje orientację seksualną w kontekście siedmiu czynników (seksualnych i nieseksualnych) i trzech okresów, podkreślając w ten sposób jej wieloaspektowość i podleganie niekończącemu się procesowi kształtowania. Orientacja seksualna jest według Kleina "dynamicznym, zależnym od wielu zmiennych procesem".

## Tabela
| | Przeszłość (całe życie do około roku temu) | Teraźniejszość (ostatni rok) | Idealny stan rzeczy (jaki chciał(a)byś osiągnąć) |
| --- | ------------------------------------------ | ---------------------------- | ------------------------------------------------ |
| A) Pociąg seksualny (Kto cię pociąga?) |                                            |                              |                                                  |
| B) Zachowania seksualne (Z kim związane?) |                                            |                              |                                                  |
| C) Fantazje seksualne (Kogo dotyczą twoje fantazje seksualne, pojawiające się np. w trakcie masturbacji, marzeń?) |                                            |                              |                                                  |
| D) Preferencje uczuciowe (Z kim związane? Która z płci jest emocjonalnie bliższa bądź emocjonalnie pociągająca?) |                                            |                              |                                                  |
| E) Preferencje społeczne (Dot. kontaktów towarzyskich, społecznych. Często różnią się od preferencji emocjonalnych.) |                                            |                              |                                                  |
| F) Preferencje dotyczące "stylu życia" (W której ze społeczności czujesz się bardziej komfortowo? Z członkami której społeczności lubisz spędzać czas? Jaka jest samoidentyfikacja seksualna osób, z którymi utrzymujesz kontakty towarzyskie?) |                                            |                              |                                                  |
| G) Samoidentyfikacja (Z kim się utożsamiasz? Jak siebie określasz? Jak myślisz o sobie?) |                                            |                              |                                                  |

Wolne pola tabeli należy uzupełnić wartościami od 1 do 7 według następującego wzoru:
- dla wierszy od A do E:
  - 1 – tylko płeć przeciwna
  - 2 – głównie płeć przeciwna
  - 3 – płeć przeciwna nieco bardziej od własnej
  - 4 – obie płcie
  - 5 – własna płeć nieco bardziej od przeciwnej
  - 6 – głównie własna płeć
  - 7 – tylko własna płeć

- dla wierszy F i G:
  - 1 – tylko heteroseksualny(-a)
  - 2 – głównie heteroseksualny(-a)
  - 3 – nieco bardziej heteroseksualny(-a) niż homoseksualny(-a)
  - 4 – po równo hetero- i homoseksualny(-a)
  - 5 – nieco bardziej homoseksualny(-a)
  - 6 – głównie homoseksualny(-a)
  - 7 – tylko homoseksualny(-a)